# Elektronmusikstudion

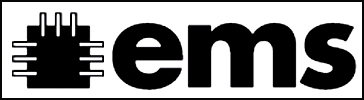
EMS logo.

Elektronmusikstudion (EMS) (hette under en period Elektroakustisk Musik i Sverige) är en offentlig okommersiell inspelningsstudio i Stockholm för den svenska elektroakustiska och icke populärmusikaliska elektroniska musiken. Den grundades 1964 och är sedan 2011 en del av den statliga myndigheten Statens musikverk. 

## Historia[1]

### 1960-tal
1962 startade tonsättaren Knut Wiggen och civilingenjören Tage Westlund stiftelsen Stockholmsstudion för elektronisk musik och skapade ett första utkast till en elektronmusikstudio. Till denna grupp tillkom senare ljudingenjören Per-Olov Strömberg.
1963 beslutade Sveriges Radio att de skulle ansvara för utvecklingen och driften av en svensk elektronmusikstudio, och Wiggen gavs fria händer. Dessa beslut var kontroversiella och skulle skapa starka motsättningar inom området under de kommande 15 åren.[källa behövs]
Eftersom EMS låg under Sveriges Radio kunde de flytta in i deras lokaler på Kungsgatan 8, som stått oanvända efter radions flytt till Gärdet. Då mycket utrustning lämnats kvar kunde man redan från början experimentera med kompositioner som bygger på bandteknik, inspirerade av Karlheinz Stockhausen och andra i den så kallade Köln-skolan. Ljudverkstan existerar fortfarande som en del av EMS.
Under 1966 kom de första resultaten av arbetet. Dels kortfilmen EMS Nr 1 av Ralph Lundsten, dels albumet Elektronmusikstudion - Dokumentation 1, av Lundsten och Leo Nilson. Skivan skulle följas av flera med kompositioner av bland andra Blomdahl, Lars-Gunnar Bodin och Sven-Erik Bäck.
1967 stod så studion klar att tas i bruk och EMS var då världens första studio med datorstyrt så kallat klangsystem som bestod av bland annat 24 digitala tongeneratorer och digital inspelning.

### 1970-tal
1970 köptes en Digital PDP-15/XPM-minidator, med vilken man kunde styra studions utrustning än mer avancerat. Till systemet, som i början programmerades med FORTRAN skrevs flera programverktyg, av vilka IMPAC (skrivet av Michael Hinton) och MUSICBOX (skrivet av Wiggen) blev de mest använda. 
1970 slutade Sveriges Radio att vara huvudman för verksamheten. I stället blev man en oberoende institution med pengar från Kungliga Musikaliska Akademien.
Det producerades inga stora kvantiteter musik på EMS under de här åren. Detta var ett aktivt val eftersom ledningen inte såg studion och dess utrustning som ett musikinstrument utan som ett forskningslaboratorium: För att få tillgång till studion behövde kompositörerna visa upp hur denna "realisering" skulle föra deras forskning framåt.
Wiggen ledde arbetet på EMS fram till 1975, då han slutade efter flera års tilltagande konflikter med bland andra Föreningen svenska tonsättare. De krävde en statlig utredning om studions framtid.
1977 blev en större utredning om EMS' framtid färdig. Den föreslog att studion skulle läggas ner och utrustningen överföras till Kungliga Musikhögskolan. Förslaget möttes av stor opposition, samtliga som var inblandade i verksamheten ville att studion skulle fortsätta men under andra organisationsformer. Det hela slutade med att EMS utlovades fortsatt verksamhet och 3,5 miljoner för utveckling av studion.
Under 1979 blev kompositören Lars-Gunnar Bodin ledare för EMS och han kom att inneha den tjänsten fram till 1989.

### 1980-tal
Den PDP-baserade studion med tekniska rötter från mitten av 1960-talet blev allt mer omodern, och 1980 införskaffas en Digital VAX 11/750 - FPS120-minidator och ett analogt 24-kanalers mixerbord för att komplettera den gamla utrustningen.

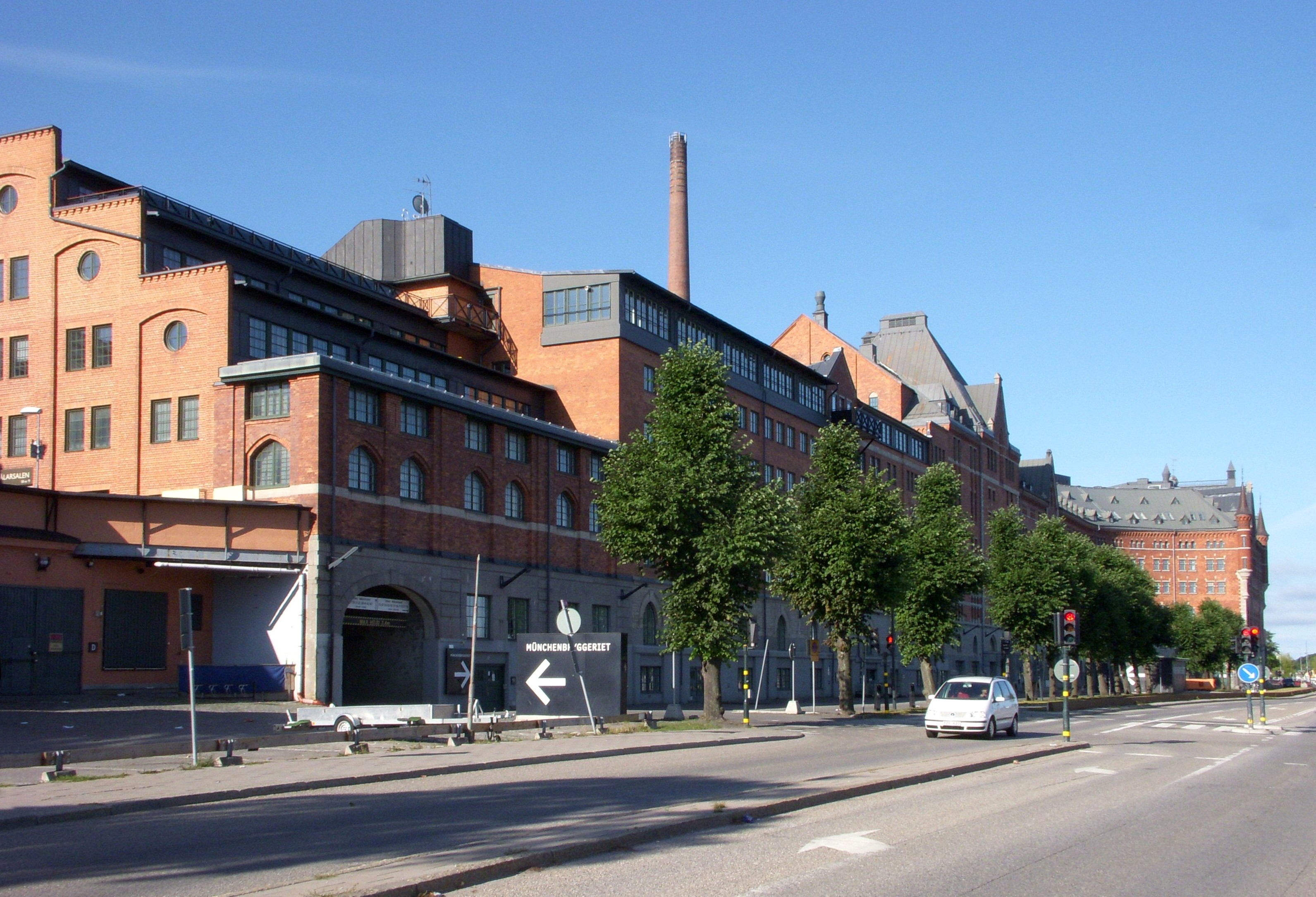
Münchenbryggeriet i Stockholm, Södermalm (tillbyggd 1906-1909 arkitekt R. L. Lindquist)

Hyran för lokalerna på Kungsgatan steg kraftigt under åttiotalets fastighetsboom, vilket till slut ledde till att EMS 1985 flyttade till specialombyggda lokaler i Münchenbryggeriet på Södermalm i Stockholm.  
Namnet ändrades till Elektroakustisk Musik i Sverige (EMS).

### 1990-tal
Under åren därefter införskaffas ytterligare utrustning, framför allt Macintosh-baserade småstudior där tonsättare kunde arbeta på egen hand.
Hans Lunell ledde verksamheten fram till 1993 då han efterträddes av Ulf Stenberg.

### 2000-tal
Efter år av minskad användning och platsbrist skrotades det VAX-baserade systemet under 2002. Det PDP-baserade hade då redan varit ur drift i något år. 
EMS drev under en tid som en del av Rikskonserter, ledd av en studiochef (Mats Lindström) och ett konstnärligt råd bestående av fyra tonsättare. Genom att gå kurser arrangerade av Folkuniversitetet kan allmänheten få tillgång till EMS.
2006 startades en satsning för att få nytt liv i verksamheten genom att inbjuda till ett ökat utbyte med utländska tonsättare, vilket har givit positiva resultat. Man har också erhållit ekonomiskt stöd från Stiftelsen framtidens kultur och anslutit sig till det nordiska samarbetsnätet Kulturkontakt Nord (Nordic Culture Point). 

### 2010-tal
Efter en tid av ekonomisk osäkerhet och utdragna statliga utredningar beslutades det att Rikskonserter från 2011 skulle läggas ned och att EMS i stället från 1 maj 2011 överförs som en statligt finansierad del till den nya musikmyndigheten Statens musikverk, vilken det nu tillhör. I samband med det återtog man också det tidigare namnet Elektronmusikstudion.

## Popmusik
Mellan 1969 och 1971 arbetade musikern Hans Edler i studion som tekniker. På nätterna spelade han in det märkliga pop-albumet Elektron Kukéso.
1980 gjorde Dom Dummaste sin första inspelning, The Casette, på EMS.